# (14186) Virgiliofos
(14186) Virgiliofos est un astéroïde de la ceinture principale.

## Description
(14186) Virgiliofos est un astéroïde de la ceinture principale. Il fut découvert le 7 décembre 1998 à San Marcello Pistoiese par Andrea Boattini et Luciano Tesi. Il présente une orbite caractérisée par un demi-grand axe de 3,16 UA, une excentricité de 0,10 et une inclinaison de 1,8° par rapport à l'écliptique.

## Compléments